# 埃米莉·赫加蒂
埃米莉·赫加蒂（英語：Emily Hegarty，1998年8月3日—），爱尔兰女子赛艇运动员。她曾代表爱尔兰参加2020年夏季奥林匹克运动会赛艇比赛，获得女子四人单桨无舵手铜牌。